# 新庄金山道路
新庄金山道路（しんじょうかねやまどうろ）は、山形県新庄市昭和から同県最上郡金山町朴山に至る延長約5.8キロメートル (km) の高速道路（国道13号の自動車専用道路）である。
東北中央自動車道（国土開発幹線自動車道）に並行する一般国道の自動車専用道路として整備される。
高速道路ナンバリングによる路線番号は「E13」が割り振られている。

## 概要
- 起点 : 山形県新庄市昭和（泉田道路終点）
- 終点 : 山形県最上郡金山町朴山（金山道路起点）
- 延長 : 約5.8 km

## インターチェンジなど
- 全区間山形県内に所在。
- IC番号欄の背景色が■である区間は既開通区間に存在する。
施設欄の背景色が■である区間は未開通区間または未供用施設に該当する。

| 施設名                 | 接続路線名            | 相馬 から (km) | 備考              | 所在地 | 所在地 |
| ---------------------- | --------------------- | -------------- | ----------------- | ------ | ------ |
| E13 泉田道路           |                       |                |                   |        |        |
| 新庄真室川IC           | 県道319号赤坂真室川線 | 201.2          |                   | 山形県 | 新庄市 |
| 金山南IC               | 県道320号仁田山平岡線 |                | 山形JCT方面出入口 | 山形県 | 金山町 |
| 金山IC                 | 国道344号線           | 207.0          |                   | 山形県 | 金山町 |
| E13 金山道路（事業中） |                       |                |                   |        |        |

## 歴史
- 2013年（平成25年）11月 : 計画段階評価着手[3]。
- 2014年（平成26年）
  - 1月・6月 : 事業化に向け建設ルートについて沿線住民へのアンケート実施。アンケートに当たって、「全線自動車専用道路として新設・一部のみ自動車専用道路として新設し残りを現道改良・全区間を現道改良」の3案を提示。
  - 11月 : アンケート結果に基づき、全線自動車専用道路とする建設ルートを決定。
- 2015年（平成27年）4月 : 事業着手。
- 2018年（平成30年）12月：工事着手[4]。
- 2020年（令和2年）2月6日 : トンネル工事・用地買収が順調に進捗した場合、2025年度（令和7年度）開通予定とする見通し公表[5]。
- 2024年（令和6年）1月25日 : 大規模切土工事での転石発生量の増加により、開通時期を見直し[6]。